# Staatsstreich im Tschad 1975
Der Staatsstreich im Tschad 1975 (en.: 1975 Chadian coup d’état, französisch Coup d'État de 1975 au Tchad) war ein Ereignis im Verlauf des Bürgerkrieges im Tschad von 1965 bis 1979. Er entstand aufgrund wachsenden Misstrauens von Präsident François Tombalbaye gegenüber der Armee. Die Streitkräfte des Tschad (Armée Nationale Tchadienne) waren zu der Zeit nicht fähig mit der Rebellion umzugehen, welche im Norden des Tschad, einem mehrheitlich muslimischen Gebiet, durch die Rebellengruppe Front de Libération Nationale du Tchad (FROLINAT, gegründet 1966) geführt wurde.

## Verhaftungen
Die frühere Kolonialmacht Frankreich hatte Tombalbaye gedrängt, die militärische Führung an der Macht zu beteiligen, und der Präsident reservierte einen Platz in seiner Tschadischen Fortschrittspartei (Parti Progressiste Tchadien, PPT) für den Kommandanten der Armee. Entscheidend für den Verlust der Unterstützung der Armee war aber 1973 die Verhaftung des Chef des Stabes der Armee, General Félix Malloum. Er wurde verdächtigt, einen Staatsstreich (den sogenannten Black Sheep Plot) zu planen. Auch die Generäle Jacques Doumro und Negue Djogo sowie weitere Offiziere waren zwischen 1971 und 1975 auf ähnliche Anschuldigungen hin festgenommen worden, Djogo zuletzt am 23. März 1975.
In dieser gespannten Atmosphäre veranstaltete Tombalbaye eine weitere Säuberungsaktion in der Armee und zielte dieses Mal auf die Gendarmerie, die Militärpolizei mit einer Mannstärke von 1200 Soldaten; der Führer, Colonel Djimet, sowie sein Adjutant, Major Alphonse Kotiga, wurden am 2. April 1975 verhaftet, weil einige Gefangene der oppositionellen FROLINAT entkommen waren.

## Armeeaufstand
Der Coup begann vor Sonnenaufgang am 13. April, als in Boraho, einem Ort 56 km von der Hauptstadt entfernt, Einheiten unter Lieutenant Dimtolaum ihren Stützpunkt verließen und sich auf den Weg nach N’Djamena machten, wo sie sich zum Präsidentenpalast, einem weißen Palast am Rande der Stadt begaben. Um 5 Uhr begann eine wütende und blutige Schlacht mit Tombalbayes Präsidentengarde, den Compagnies Tchadiennes de Securité (CTS). Entscheidend für den Ausgang der Schlacht war die Ankunft des Interim-Kommandanten der FAT, Noël Milarew Odingar, der weitere Unterstützung mitbrachte und das Kommando über die Aufständischen übernahm.
Manche Quellen benennen Colonel (den späteren General) Wadel Abdelkader Kamougué als den Anführer des Aufstands.
Um 8:30 Uhr verkündete Colonel Selebiani, der Führer der CTS, einen Aufruf im Radio an seine Männer, dass sie sich ergeben sollten; damit waren die Kämpfe beendet. In der Schlacht wurde Tombalbaye tödlich verwundet und starb kurz darauf. Als die Nachrichten von Tombalbayes Tod veröffentlicht wurden, kam es zu Massenfeiern in der Hauptstadt. Tausende Tschader strömten in die Straßen, tanzten und skandierten: „Tombalbaye ist tot“.

## Folgen
Schon um 6:30 hatte Odingar im öffentlichen Radio verkündet, dass die Armee ihre „Verantwortung vor Gott und der Nation ausgeübt“ hätten („exercised their responsibilities before God and the nation“). In einem späteren Kommuniqué rechtfertigten die Putschisten ihre Aktion, indem sie Tombalbaye vorwarfen, durch Spaltung der Stämme regiert, die Armee erniedrigt und sie verächtlich behandelt zu haben.
General Odingar agierte provisorisch als , und die eingekerkerten Offiziere wurden sofort befreit. Unter diesen war General Félix Malloum, der als Vorsitzender einer Militär-Junta gewählt wurde, des sogenannten Conseil Supérieur Militaire (CSM, Oberster Militärrat), welcher am 15. April seine Arbeit aufnahm. Der Militärrat ließ sofort die wichtigsten Helfershelfer von Tombalbaye verhaften, setzte die Verfassung von 1962 außer Kraft, verbot alle Parteien und löste die Assemblée nationale auf.
Der Erfolg des Putsches führte jedoch nicht zu einem echten Bruch mit Tombalbayes Politik. Dies war auch nicht zu erwarten, weil sowohl Odingar als auch Malloum wie Tombalbaye zum Volk der Sara aus dem Süden des Tschad stammten. Während die CSM Bemühungen unternahm, um den Norden des Landes einzubinden, fühlten sich die Muslime weiterhin als Bürger zweiter Klasse, und die Rebellion der FROLINAT dauerte an.